# Alter Schlachthof (Gießen)

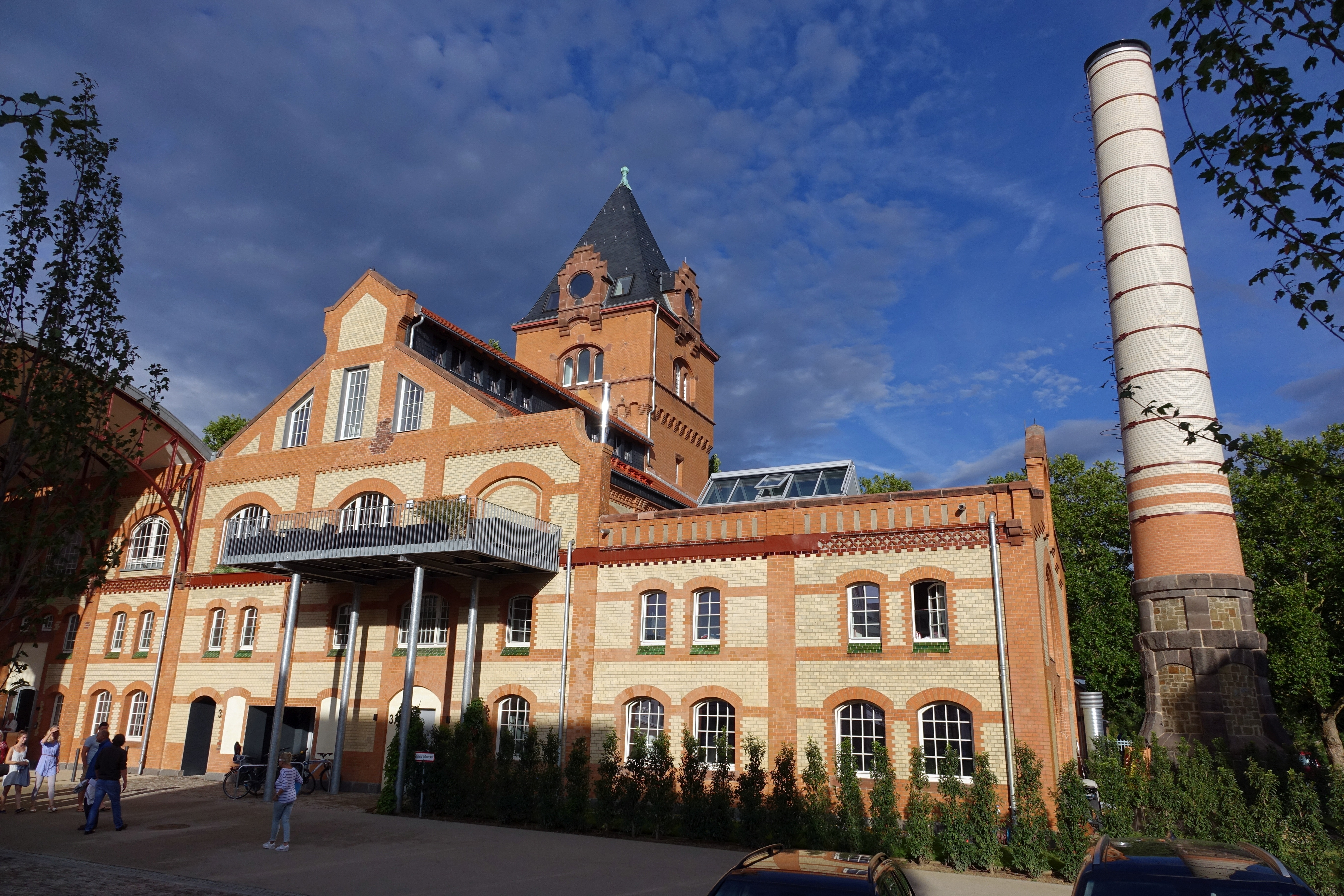
Alter Schlachthof nach der Restaurierung (2018)

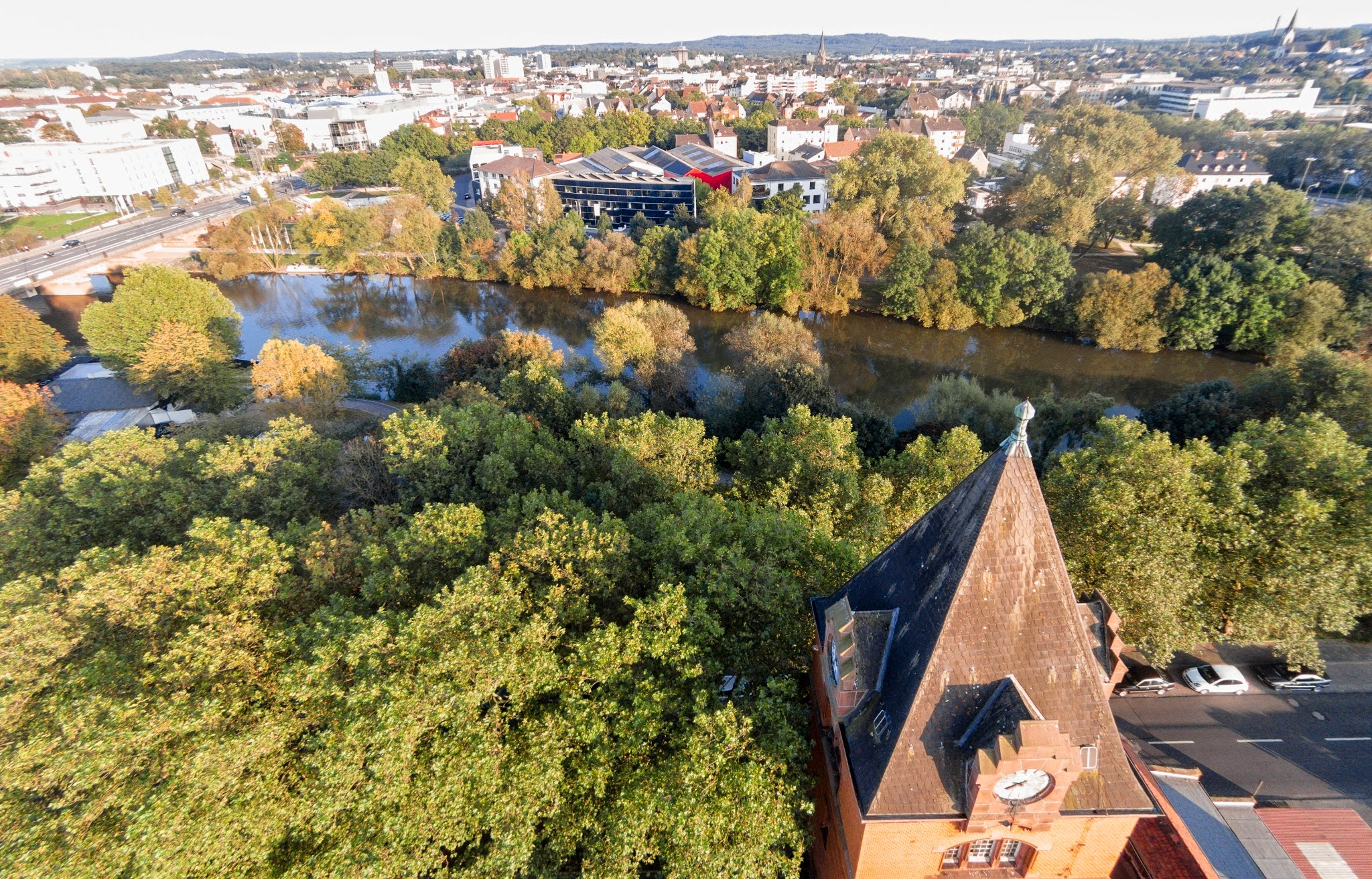
Lage des Schlachthofs an der Lahn – Blick auf den Uhrturm

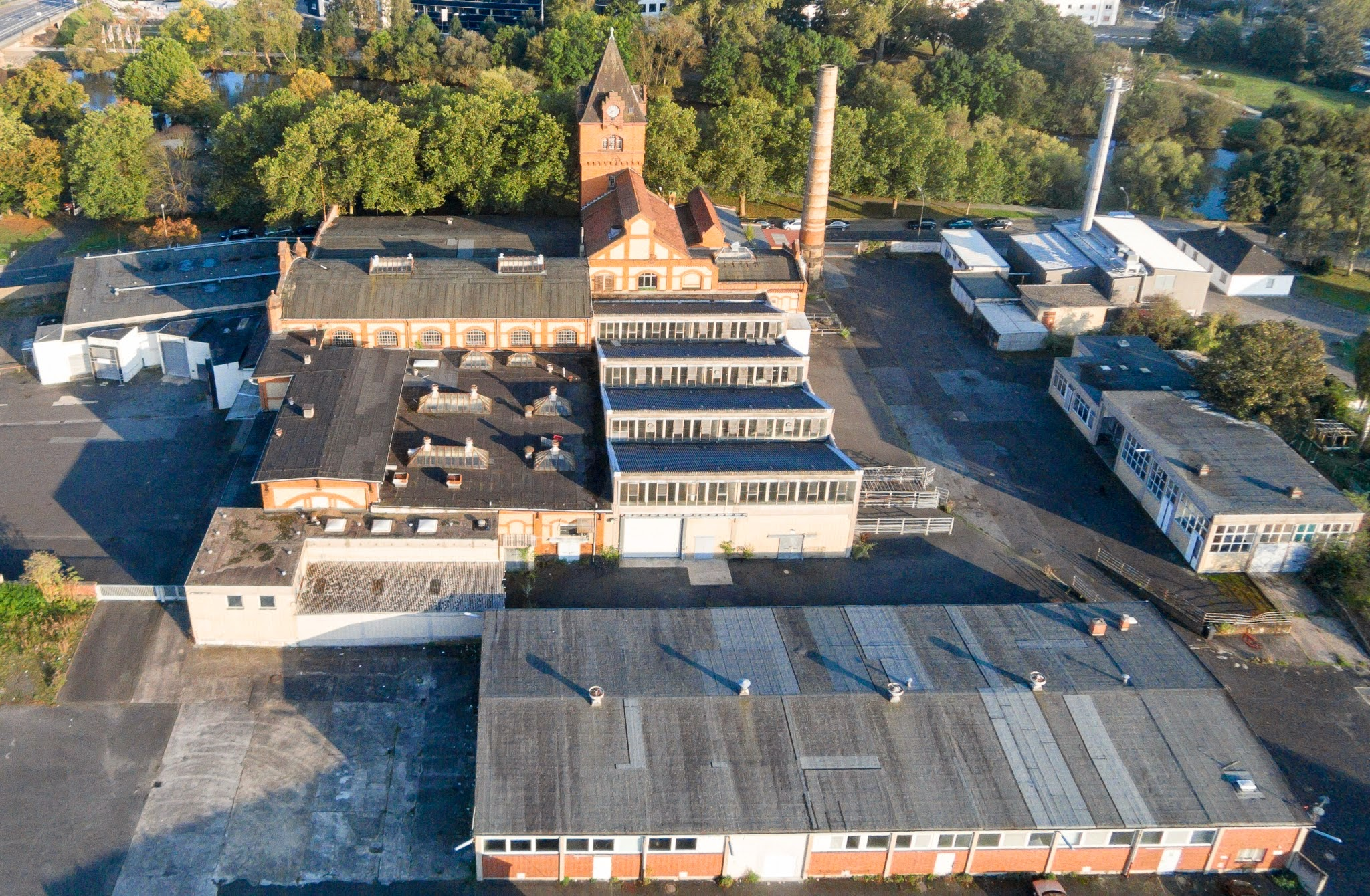
Gelände des Alten Schlachthofs – Luftbild vor der Restaurierung (2014)

Der Alte Schlachthof Gießen ist ein Industriedenkmal und liegt an der westlichen Seite der Lahn im mittelhessischen Gießen an der Schlachthofstraße. Der in den Jahren 1908 bis 1913 im Jugendstil errichtete Gebäudekomplex wurde nach der Einstellung des Schlachthof-Betriebes aus wirtschaftlichen Gründen verkauft, restauriert und dient heute in Umnutzung dem Wohnen, Unternehmen sowie einer Gastronomie. Der Alte Schlachthof wurde 2018 mit dem Gießener und 2019 mit dem Hessischen Denkmalschutzpreis ausgezeichnet.

## Geschichte
Der ursprünglich städtische Schlachthof wurde 1908–1913 als Nachfolger des 1885 durch Stadtbaumeister Stief errichteten alten Schlachthofes im Jugendstil gebaut und steht als Kulturdenkmal aus künstlerischen, städtebaulichen und stadtgeschichtlichen Gründen unter Denkmalschutz. 1983 privatisiert wurde nach ungefähr hundertjähriger Betriebszeit der Schlachthofbetrieb 2014 eingestellt.

## Gebäude
Der historisierende, an romanische Stilformen orientierte Jugendstilbau wirkt durch seine charakteristische Silhouette, prägend ist der massive, quadratische, mit einer pyramidalen Haube versehene Uhrturm sowie der Schornstein. Der kaum zu überschauende Gebäudekomplex wirkt durch die verwendeten Materialien, lachsfarbene und cremefarbene Klinker sowie den grauen Lungstein einheitlich und enthält viele Schmuck- und Gliederungselemente wie Fenster, Gesimse und Blendarkaden.

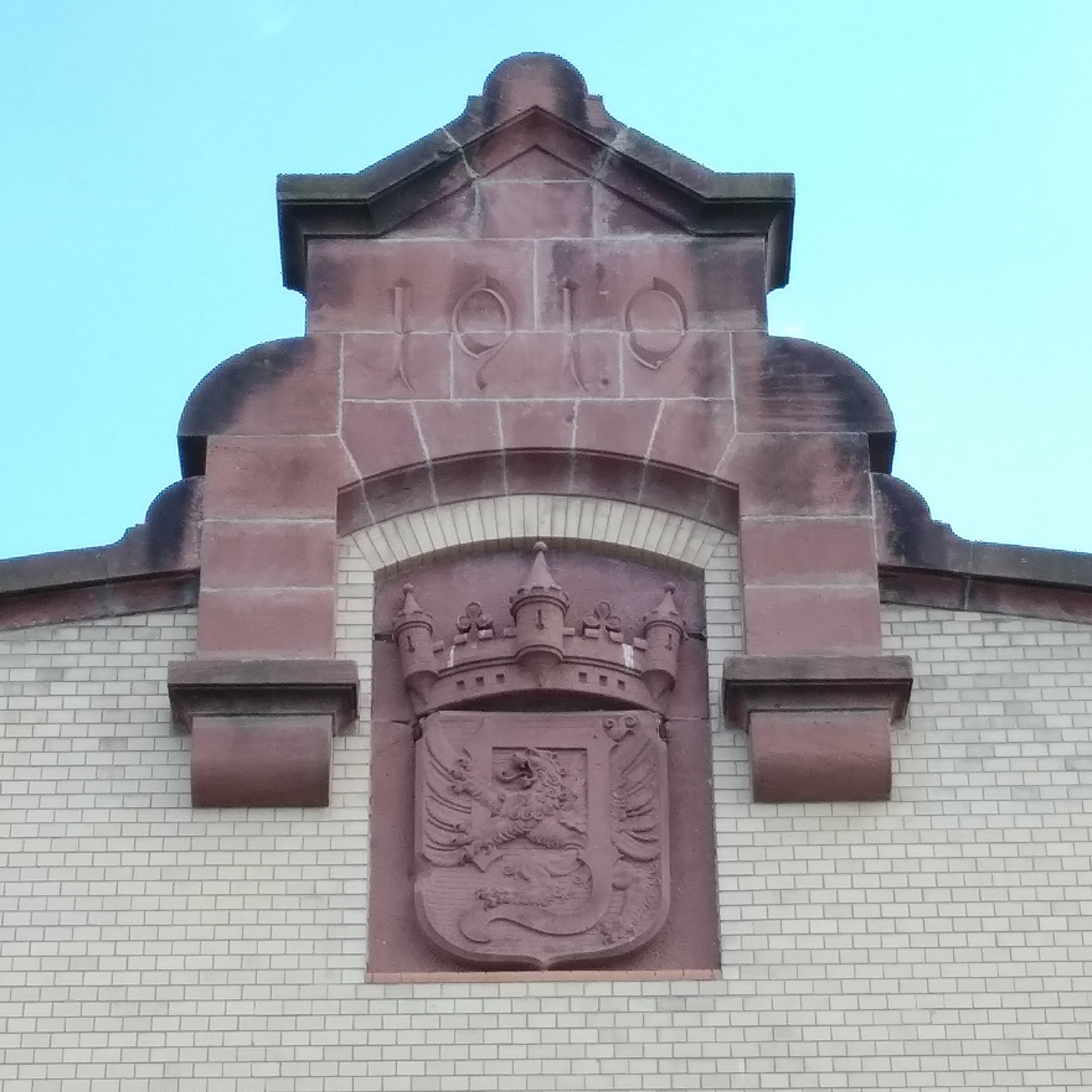
Ziergiebel mit Wappen und Jahreszahl

Der Ziergiebel der Haupthalle enthält die Jahreszahl 1910 und das Stadtwappen, ein Hessischer Löwe mit G. Neben der Haupthalle, die überwiegend als Schlacht- und Durchfahrtshalle genutzt wurde, gibt es noch die ehemalige Maschinenhalle, das Kesselhaus und verschiedene Verbindungsbauten. Im Laufe der Jahre wurde der Komplex durch moderne Anbauten erweitert, die jedoch bei der aufwändigen Restaurierung der Zentralgebäude alle abgerissen und durch mehrgeschossige Wohnbebauung ersetzt wurden.